# Патијерно (Напуљ)
Патијерно је насеље у Италији у округу Напуљ, региону Кампанија.
Према процени из 2011. у насељу је живело 592 становника. Насеље се налази на надморској висини од 319 м.